# Las guerras de Ahmosis
Las guerras de Ahmosis es un relato autobiográfico de Amosis, hijo de Abana, un militar y jefe de los marinos, que estuvo al servicio de los faraones Amosis I, Amenofis I y Tutmosis I, inscrito en la pared de su tumba rupestre de El Kab, en el Alto Egipto. Tal relato, totalmente subjetivo, constituye, sin embargo, el único testimonio directo de la expulsión de los invasores hicsos.